# Genre queer
Genre queer : Une autobiographie non-binaire (titre original : Gender Queer: A Memoir) est un roman graphique écrit et illustré par Maia Kobabe et publié en 2019. Il est traduit en français par Anne-Charlotte Husson et paru chez Casterman en 2022. Il relate le chemin personnel de Kobabe dans la découverte de son identité de genre et de sa sexualité bousculant les normes. En effet, Kobabe se définit comme étant en dehors de la binarité de genre, utilisant les pronoms Spivak neutres en anglais « e/em/eir »,.
Genre queer a pour thèmes principaux l'euphorie de genre, la dysphorie de genre et l'asexualité. Ces thématiques sont abordées à la fois par la narration et par l'illustration de Kobabe, qui met en page chronologiquement les évènements de sa vie depuis l'enfance : ses premières règles, la découverte de la transidentité ou sa première relation amoureuse, entre autres.
Gender Queer, aux États-Unis, est d'abord imprimé en petit nombre, à l'attention des jeunes adultes et adultes. L'ouvrage est acquis par de plus en plus de bibliothèques dans des collèges et lycées américains après qu'il a reçu en 2020 le prix Alex. Depuis 2021, sa présence dans les bibliothèques américaines est remise en cause, en particulier dans les bibliothèques scolaires, sous prétexte d'illustrations sexuellement explicites. L'American Library Association le classe comme ouvrage le plus clivant de 2021 et de 2022.

## Contenu

Drapeau non-binaire.

Après son coming-out non binaire en 2016, Kobabe débute la publication de bandes-dessinées en noir et blanc sur Instagram, partageant son expérience vis-à-vis de l'identité de genre. Ces BD ont été réutilisées dans le processus de création de Genre queer. D'après Kobabe, l'inspiration pour réaliser ces œuvres vient de ses difficultés à parler de son genre à ses parents après son coming-out.
Genre queer relate l'histoire personnelle de Kobabe, depuis son enfance jusqu'à l'âge adulte, en particulier son rapport au genre. Kobabe raconte notamment son regard sur son propre corps, source parfois de dysphorie, et sa découverte progressive de sa non binarité. « avec la plus grande sincérité, ille y évoque les relations avec sa famille ou ses amis, le choix des vêtements, l’épreuve des examens gynécologiques ». Kobabe décrit également son cheminement vis-à-vis de la sexualité et des relations amoureuses, se découvrant sur le spectre de l'asexualité.

## Publication

### Version originale
La version originale en anglais de Genre queer, Gender Queer, est publiée par Lion Forge Comics le 28 mai 2019,, à 5000 exemplaires. La publicité du livre est centrée sur les adultes et adolescents plus âgés, Kobabe ayant déclaré que son audience cible est constituée des plus de 16 ans. À la suite de la fusion entre Lion Forge et Oni Press en mai 2019, Oni–Lion Forge Publishing Group (OLFPG) réédite Gender Queer sous la marque Oni Press,. En juillet 2022, une nouvelle édition reliée est publiée par Oni Press, augmentée d'une préface de N.D. Stevenson et d'une postface de Kobabe.

### Traduction française
Gender Queer a été traduit en français par Anne-Charlotte Husson. Il est paru chez Casterman en mai 2022. 
« Je ne veux pas être une fille. Je ne veux pas non plus être un garçon. Je veux juste être moi-même. » - Maia Kobabe, dans Genre queer, extrait mis en avant sur la page de l'éditeur Casterman.

#### La problématique dupronom neutreen français
Kobabe utilise les pronoms neutres e/em/eir,.
Le français ne disposant pas de pronoms neutres communément utilisés dans le langage courant, il n'existe pas d'alternative exacte à ces pronoms e/em/eir, qui sont, de plus, différents du pronom they singulier, souvent utilisé chez les personnes non binaires anglophones. L'alternative neutre iel est la plus répandue chez les personnes non binaires françaises, au côté d'autres pronoms tels que ol, ul, ou ael. Pour la traduction en français, le choix a été fait d'utiliser les pronoms ille et lo.

## Réception critique

### Aux États-Unis
La critique du Publishers Weekly datant de février 2019 review indique :
This heartfelt graphic memoir relates, with sometimes painful honesty, the experience of growing up non-gender-conforming. (« Ce mémoire graphique sincère raconte, parfois avec une honnêteté douloureuse, l'expérience de grandir en tant que personne gender-non-conforming. »)

#### Récompenses et prix
En 2020, Gender Queer a été l'un des dix ouvrages à recevoir un Alex Award, prix de l'American Library Association destiné aux « livres pour un public d'adultes qui plaisent particulièrement aux jeunes adultes de 12 à 18 ans ». La même année, l'ouvrage a été nommé pour le prix Stonewall Book Award en non-fiction. Ces distinctions ont mené à la diffusion plus large de l'ouvrage dans les bibliothèques scolaires.

### En France
La réception critique en France est discrète, quelques articles de presse BD le mentionnent, un article sur un site de critique indépendant, et un article de presse sont parus.

Dans ce dernier, la journaliste Lysiane Ganousse rédige une critique littéraire générale de l'ouvrage en ne respectant pas l'identité de genre de Maia Kobabe, usant de pronoms féminin tout au long de l'article : « Depuis l’enfance, Maia Kobabe a perçu qu’elle n’entrait pas dans les cases » et « Après tout, Maia Kobabe ne demande qu’à être elle-même. Elle est du genre Queer, et ainsi soit-il ! » entre autres, et de termes féminins comme « La jeune fille ». Si le choix du pronom neutre peut poser question en français, d'autres redacteurs comme ceux du site toutenbd.com usent d'écriture inclusive : « l’Américain.e Maia Kobabe ».

## Censure

### Censure et controverses aux États-Unis
Gender Queer est au centre d'une controverse visant à interdire les ouvrages ayant du contenu LGBT, qui a commencé en 2021, visant d'autres ouvrages tels que Lawn Boy et All Boys Aren't Blue. La American Library Association l'a classé comme ouvrage le plus controversé en 2021 and 2022.
Kobabe a déclaré que les ventes avaient augmenté à la suite de la controverse, et que cela a amélioré sa visibilité. Kobabe a recommandé de lire le livre dans son entièreté plutôt que de le juger sur une minorité d'images présentes. Tara Lehmann, directrice de publication chez Oni Press, a déclaré dans le Publishers Weekly en juin 2022 que « vendre plus d'ouvrages ne règlera pas le problème intrinsèque : des gens sont en train d'essayer de contrôler ceux que d'autres personnes peuvent ou ne peuvent pas lire. Nous sommes contre l'interdiction de livre, de toute sorte » avant d'ajouter : « [La maison de publication] On y soutient les écoles, bibliothèques et associations du mieux qu'elle le peut, mais notre préoccupation principale est centrée sur Maia, et nous nous efforçons à faire en sorte que n'importe qui souhaitant lire Gender Queer puisse le faire ».

#### Illustrations sexuellement explicites

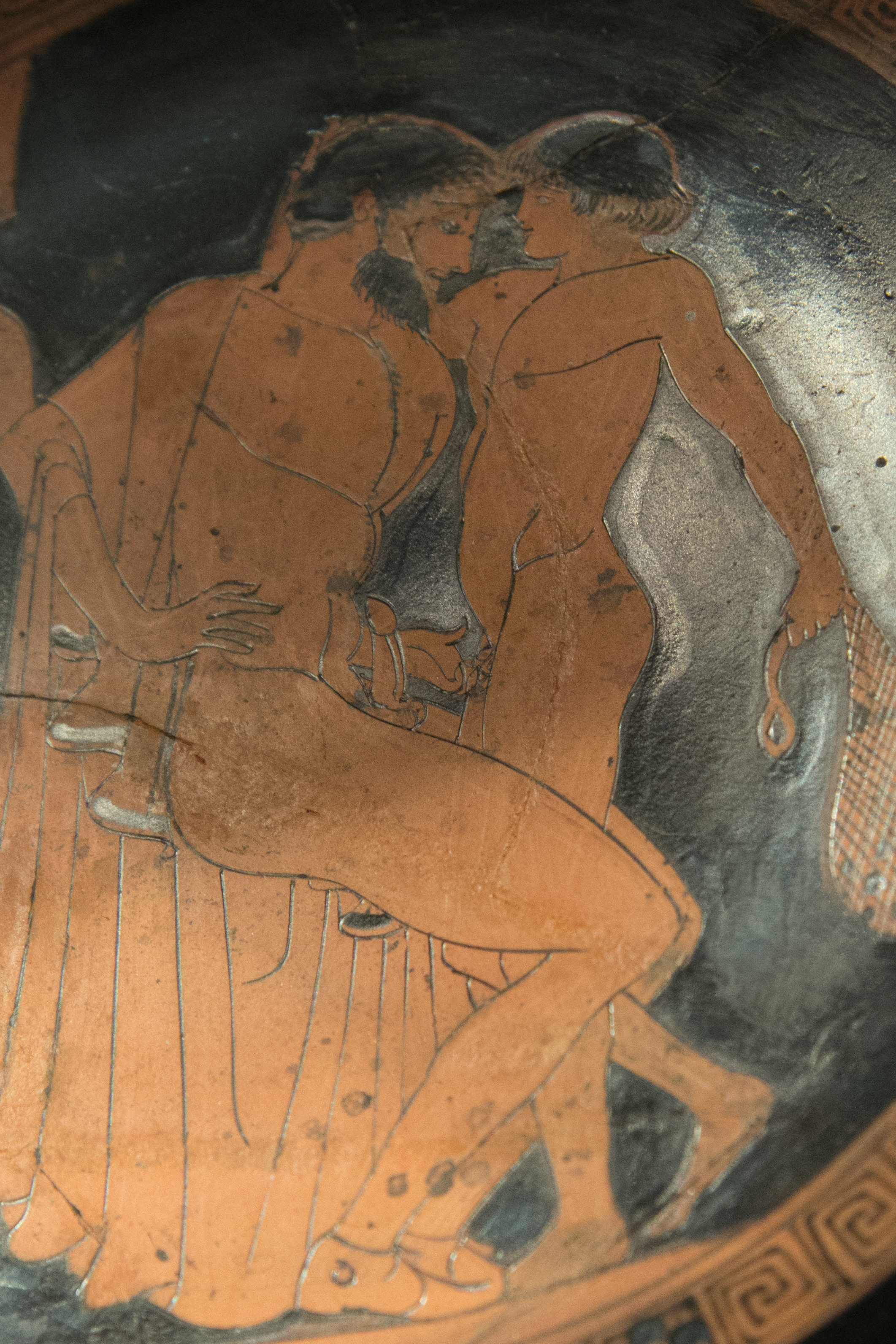
Une illustration controversée présente dans Gender Queer est basée sur ce morceau de céramique à figures rouges, attribuée au Peintre de Brygos.

Gender Queer contient quelques illustrations sexuellement explicites qui ont été le prétexte de controverses arguant que cet ouvrage n'était pas approprié pour les mineurs. Les indications d'âge varient. D'après Heather Bellow, le School Library Journal a communiqué en 2019 dans le sens que l'ouvrage était approprié pour les élèves dès les classes de 9th grade (équivalent de la 3ème aux États-Unis), c'est-à-dire entre 14 à 15 ans. La librairie Barnes & Noble indique 15 ans et plus, et Amazon recommande le livre aux plus de 18 ans.
Dans une planche souvent citée, Kobabe, qui a 14 ans dans cette partie de l’œuvre, fantasme au sujet d'une scène où un homme plus âgé touche le pénis d'un jeune homme. Cette illustration est basée sur un morceau de céramique sur une amphore grecque montrant une scène de "cour". Les personnes cherchant à faire interdire le livre ont décrit cette scène comme étant l'illustration d'un acte pédophile. Une autre illustration souvent citée en critique est celle où la petite amie de Kobabe fait une fellation à Kobabe portant un gode-ceinture. L'ouvrage montre aussi des scènes de masturbation.
Stephanie Mencimer, rédactrice pour le site progressiste Mother Jones, soutient que ceux qui critiquent le livre l'ont faussement présenté comme un livre pornographique en se concentrant uniquement sur un petit nombre d'illustrations explicites, généralement sorties de leur contexte.

#### Censure dans les bibliothèques scolaires et publiques américaines

##### Écoles
La controverse autour de Gender Queer a pris un tournant national après qu'une vidéo d'un conseil d'établissement soit devenue virale. Cette vidéo montre un parent d'élève, Stacey Langton, lors du conseil de l'école du Fairfax County en septembre 2021, prendre parole contre l'inclusion de Gender Queer et Lawn Boy dans la bibliothèque du lycée de ses enfants.
Selon un rapport de PEN America, les interdictions de livres dans les bibliothèques scolaires est devenu un « mouvement social et politique à part entière, soutenu par des groupes à l'échelle locale, fédérale, et nationale » lors de l'année scolaire 2021-22. Alors que ce mouvement de censure était d'abord centrée sur les « discussions de race et de racisme, au cours de l'année précédente, il s'est transformé pour inclure une fixation sur les problématiques et identités LGBTQ+ ». Le rapport décrivait Gender Queer comme étant l'ouvrage le plus souvent mis en cause, étant interdit dans 41 circonscriptions scolaires.

##### Politique documentaire en réponse à la censure
En réponse au mouvement grandissant de censure d'ouvrages aux États-Unis, la Bibliothèque publique de Brooklyn a ouvert son service de prêt digital gratuit à toute personne âgée entre 13 et 21 ans, dans le cadre du programme Books Unbanned (Livres désintérdits), programme à durée limitée débutant à partir d'avril 2022,.

### Tentative de censure en Australie
Le 9 mars 2023, la police de Queensland signale Gender Queer au département des communications et de l'art qui dirige le comité de l'Australian Classification Board (ACB), après une plainte d'un militant conservateur censure le livre.
Le Guardian Australia indique que le « comité de révision a conclu que les illustrations de sexualité et de nudité dans l'ouvrage étaient justifiées dans le contexte d'un ouvrage de non-fiction autobiographique décrivant l'expérience vécue de l'auteur ».
Le 14 octobre 2024, la Cour fédérale de l'Australie (en) ordonne à l'ACB de réévaluer sa classification à la suite des plaintes de Bernard Gaynor, militant conservateur.
À la fin du mois d'avril 2025, une commission de 3 personnes de l'ACB autorise à nouveau la vente du livre en Australie.

## Éditions
| Titre                                        | Format          | Éditeur           | Date de publication | Pages | ISBN          | Réf   |
| -------------------------------------------- | --------------- | ----------------- | ------------------- | ----- | ------------- | ----- |
| Gender Queer : A Memoir                      | Trade paperback | Lion Forge Comics | 31 mai 2019         | 240   |               | ,     |
| Gender Queer : A Memoir Deluxe edition       | Relié           | Oni Press         | 5 juillet 2022      | 240   |               | ,     |
| Genre queer : Une autobiographie non binaire | Relié           | Casterman         | 4 mai 2022          | 240   | 9782203224322 | [ 1 ] |